# Zhi Gin Lam
Zhi Gin Andreas Lam (Hamburg, 4 juni 1991) is een Duits-Hongkongs voetballer die bij voorkeur als rechtsachter speelt. Hij tekende in juni 2014 een driejarig contract bij SpVgg Greuther Fürth, dat hem voor circa €50.000,- overnam van Hamburger SV.

## Clubcarrière
Lam sloot zich op veertienjarige leeftijd aan bij de jeugdopleiding van Hamburger SV. Daarvoor speelde hij bij VfL Lohbrügge en SV Nettelnburg-Allermöhe. Op 23 september 2011 startte hij onder interim-coach Rodolfo Cardoso in de basiself tegen VfB Stuttgart.